# Elsa Laula Renberg

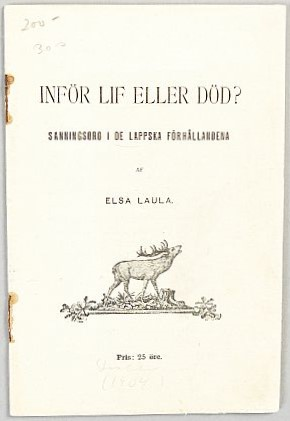
Kampskriften Inför lif eller död? utkom augusti 1904

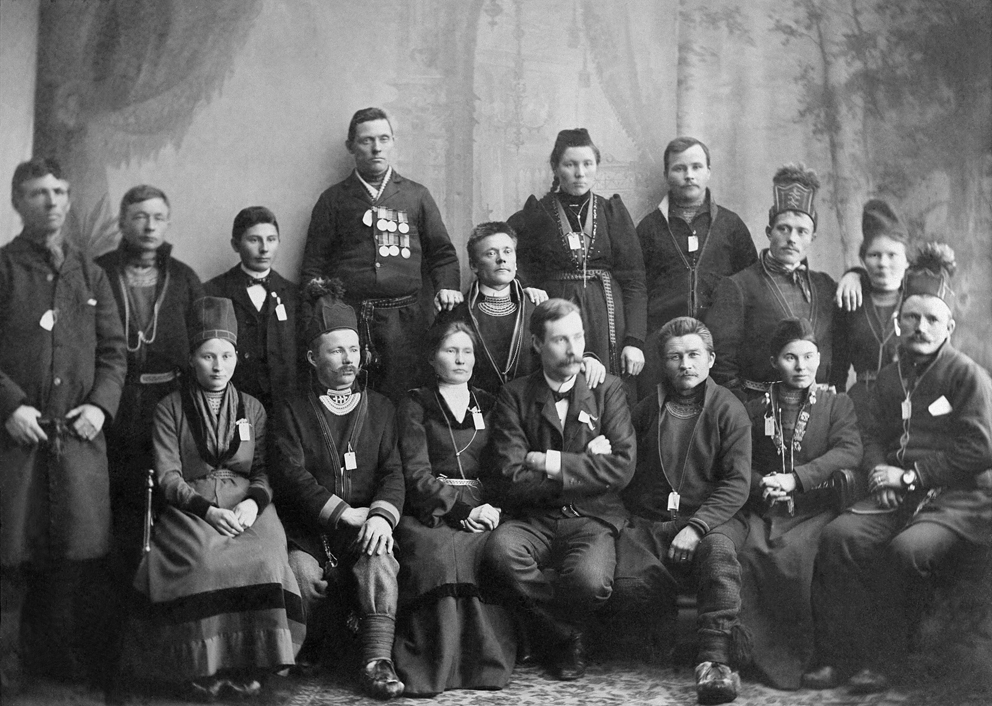
Januari 1905 deltog en samisk delegation på NBV:s vinterkurs i Stockholm. Elsa Laula sittande no 3 från vänster.

Elsa Stina Laula Renberg, ursprungligen Larsdotter Laula, född den 29 november 1877 nära Storseleby i Vilhelmina socken i Sverige, död den 22 juli 1931 i Brønnøy kommun, Norge, var en samisk feminist och aktivist.

## Biografi
Elsa Laulas far, Lars Tomasson Laula (1846–1899), var renägare från Ljusfjäll i Lappland och modern, Kristina Josefina Larsdotter (1847–1912), var också hon svensk medborgare. Hon växte upp i Såafoe vid Matsdal i Dikanäs i Vilhelmina socken i södra Lappland. Fadern står fram till sin död oftast förtecknad på Gardfjälls skatteland. Elsa Laulas far och bror drunknade under mystiska omständigheter innan en marktvist mellan dem och svenska nybyggare skulle upp i domstol. Drunkningsolyckan utreddes aldrig och Elsa Laulas mor deltog i en samisk delegation som uppvaktade kung Oscar II och lyckades få ett kungabrev som gav henne markrätten.
Drottning Sofia såg till att Elsa Laula fick ett stipendium i Stockholm, som skulle möjliggöra att hon kunde utbilda sig till barnmorska på Barnmorskeläroanstalten åren 1904–1905. Under sina besök i Stockholm blev hon bekant med feminister och rösträttsaktivister och blev en stridbar agitator för samernas rättigheter. Hon gifte sig 1908 med Tomas Petersen Toven och makarna antog efternamnet Renberg. De bosatte sig söder om Mosjøen i Norge.
Den 9 eller 10 augusti 1904 grundade hon vid 27 års ålder Lapska Centralförbundet, det första kända sameförbundet i världen. Hon blev dess första ordförande. Under det konstituerande mötet på Skansen deltog också Enok Johan Nilsson och Torkel Tomasson. Samma år gav hon ut sin kampskrift Inför lif eller död? Sanningsord i de lapska förhållandena. Lapska centralförbundet kom att tyna bort på grund av avsaknad av medel. 1918 avhölls i Östersund det första samiska landsmötet i Sverige. Då återbildades Lapparnas Centralförbund.
Redan året innan hade Laula varit en av drivkrafterna bakom det allra första samiska gemensamma landsmötet i Trondheim. Detta öppnades den 6 februari 1917, vilket datum kom att utgöra grund för samernas nationaldag. Tillsammans med maken var Laula drivkraft bakom föreningen Brurskanken samiske lag, som bildades 1908 och var en av de första sameföreningarna i Norge. I Sverige hade redan år 1904 bildats Fatmomakke respektive Tärnaby sameföreningar. 
Elsa Laula förespråkade att de samiska kvinnorna skulle vara aktiva i samiskt organisationsarbete och grundade därför Brurskankens samiske kvindeforening år 1910. Det var denna förening som var initiativtagare till landsmötet i Trondheim 1917. Man bildade en arbetsgrupp för att organisera landsmötet. Laula var ordförande. Dessutom deltog i arbetsgruppen bland andra Ellen Olsen Toven, Anna Renfjell och Ellen Lie, som arbetade på tidningen Dagsposten i Trondheim.
Elsa Laula var mycket aktiv i kampen för samernas medborgerliga rättigheter och påtalade orättvisan i att samerna inte hade rätt att bebo Sápmi medan andra icke-samer söderifrån fick den rätten. Hennes stridbarhet som same och kvinna sågs inte med blida ögon av samtidens styrande män. Så efter att hon hade utbildat sig till barnmorska gifte sig Elsa Laula, flyttade till Norge och födde sex barn, av vilka fyra överlevde småbarnsåren. Vid sidan av renskötseln fortsatte hon sin politiska kamp tills hon avled 53 år gammal i tuberkulos. Hon ligger begraven på Dolstads kyrkogård i Mosjøen.
Vid hennes bortgång 1931 låg återigen det samiska organisationsarbetet nere, men Elsa Laulas pionjärarbete har fått betydelse för utvecklingen av lokala samiska föreningar och i förlängningen för utvecklingen av riksorganisationer och folkvalda organ till och med Sametinget. Elsa Laulas födelsedag den 29 november är sedan 2017 allmän samisk flaggdag. Det beslöt sametingsparlamentariker från hela Norden i Trondheim den 7 februari 2017.